# Цикламен критский
Цикламен критский (лат. Cyclamen creticum) — вид растений из рода Цикламен, семейства Первоцветные. Родным ареалом этого вида является Крит (включая остров Карпатос). Это клубневидный геофит, произрастающий в основном в субтропических биомах.

## Описание
Цикламен критский – это небольшое растение, вырастающее до высоты около 15 см. Это многолетнее травянистое растение с клубневидным корневищем. Растут они, как правило, на каменистых местах, берегах ручьев и рек, оврагах или под кустами. Можно охарактеризовать как нежное растение; предпочитает расти в тени, защищенной от солнца. Листья сердцевидные, часто крупнозубчатые, темно-зеленого цвета с красно-фиолетовой изнанкой. На листе можно увидеть мутные или сетчатые серебристые отметины. Цветки обоеполые, одиночные (не входят в состав соцветия). Сильно ароматный, но не дает нектара. Венчик образован пятью лепестками, длинными и тонкими, без ушных раковин. Цветы распускаются примерно с апреля по май. Стебель длинный, тонкий и красный.

## Таксономия
Cyclamen creticum (Dörfl.) Hildebr.,  Beih. Bot. Centralbl. 19(2): 367 (1906).

#### Этимология
Cyclamen: от средневековой латыни, что в свою очередь от более раннего латинского cyclaminos, что в свою очередь от древнегреческого κυκλάμινος, (kyklā́minos), где κύκλος, kýklos означает «круг»; Назван так, по-видимому, в связи с луковицеобразной формой корня.
creticum: латинский эпитет, означающий «критский».

#### Синонимы
Гомотипные (основанные на одном и том же номенклатурном типе):
- Cyclamen balearicum subsp. creticum (Dörfl.) Ietsw. (2005)
- Cyclamen hederifolium subsp. creticum (Hildebr.) O.Schwarz (1938)
- Cyclamen repandum var. creticum Dörfl. (1905)
- Cyclamen repandum subsp. creticum (Dörfl.) Debussche & J.D.Thomps. (2002)

Гетеротипные (основанные на разных номенклатурных типах):
- Cyclamen creticum f. erubescens J.Compton (2004)
- Cyclamen creticum f. pallideroseum Grey-Wilson (1997)

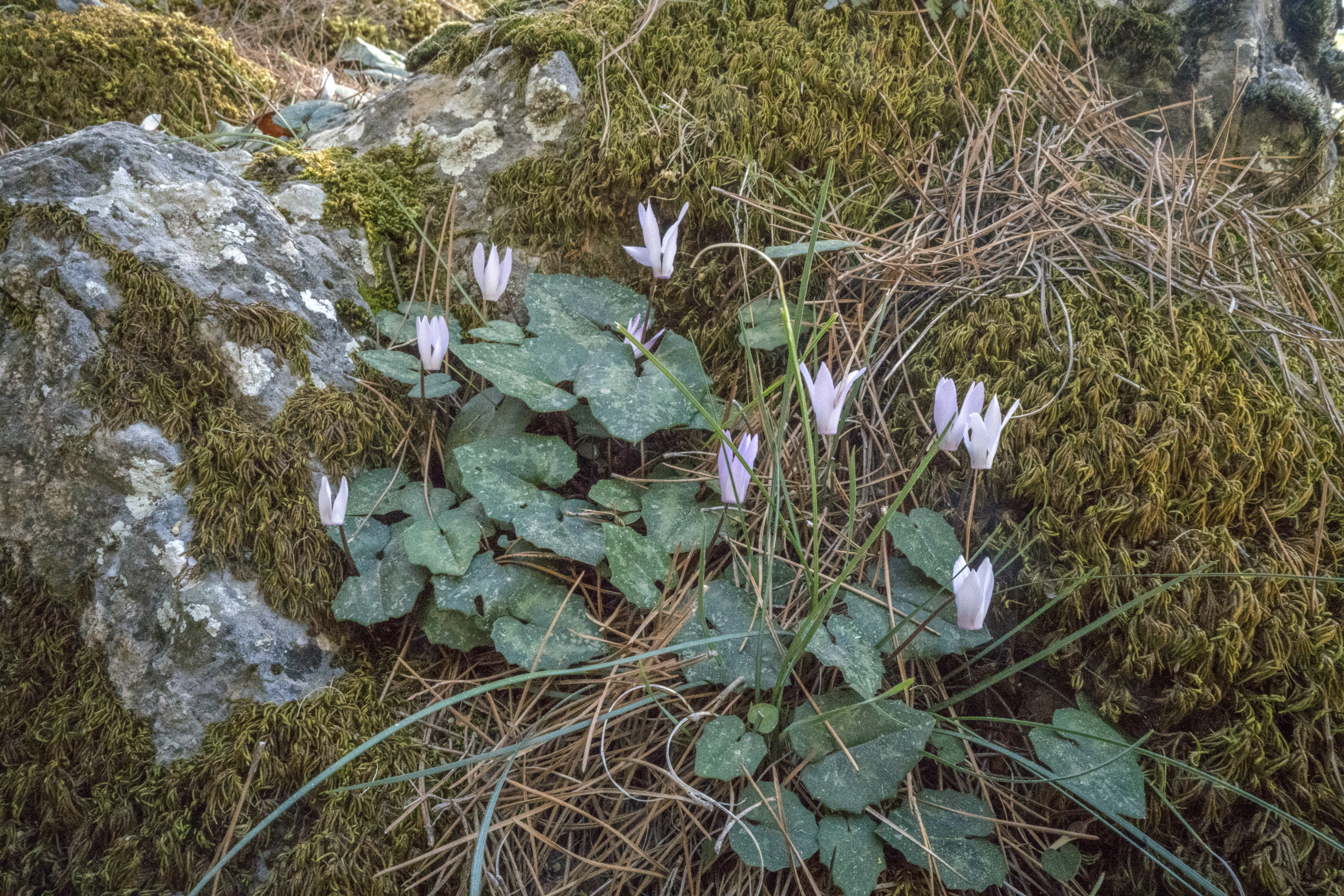
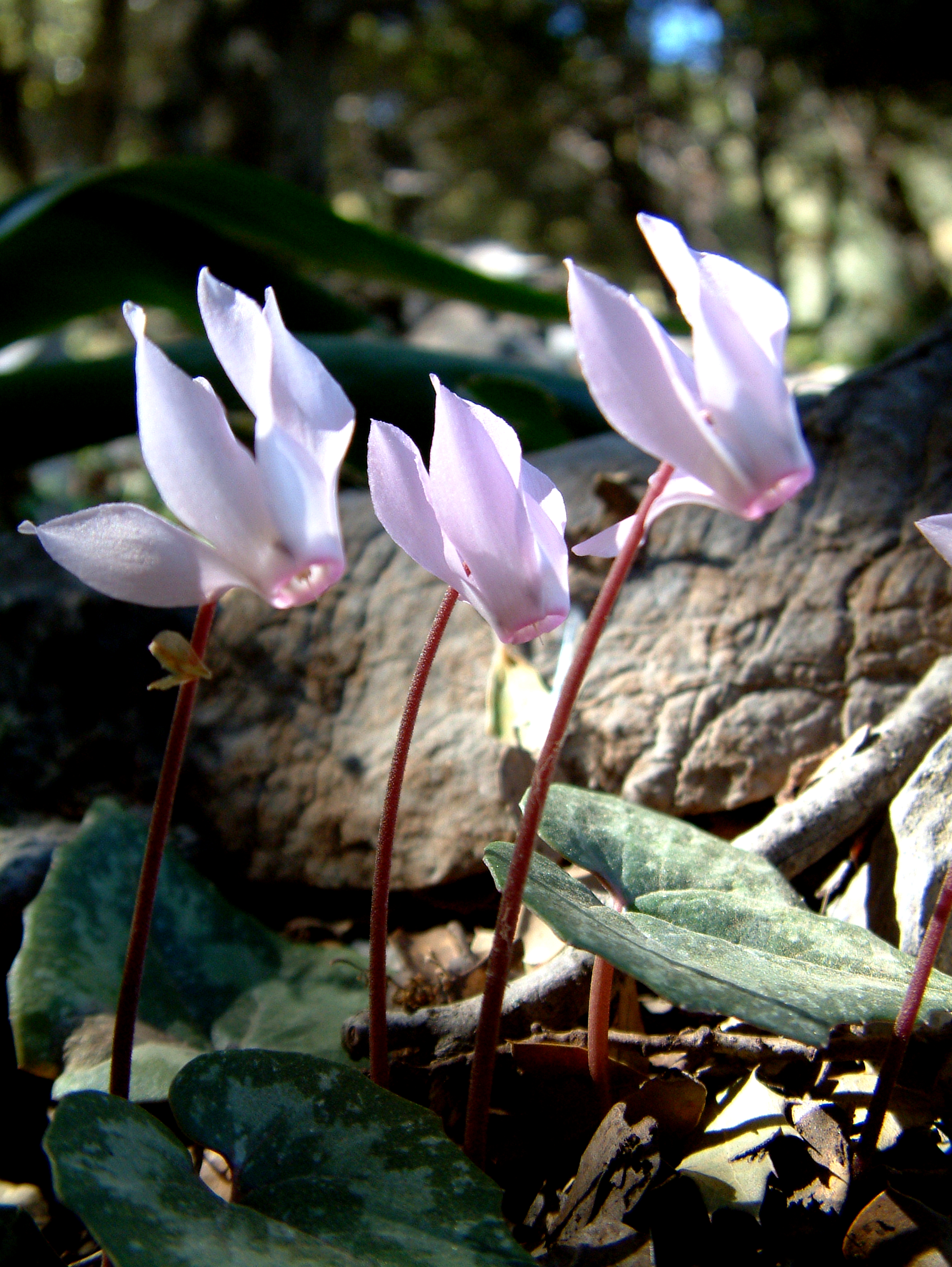

## Репродукция
Цикламен критский редко самоопыляется из-за приближения к геркогамии, при которой рыльце находится выше уровня пыльников. Насекомые-опылители Цикламена критского включают журчалок и шмелей.